# لانس إي. نيكولز
لانس إي. نيكولز (بالإنجليزية: Lance E. Nichols)‏ هو ممثل أمريكي، ولد في 13 يوليو 1955 بنيو أورلينز في الولايات المتحدة.

## أعمال

### أفلام
- (2009) أنا أحبك فيليب موريس
- (2010) مرحبا بكم في رايليز[3]
- (2013) مخلوقات جميلة[4]
- (2014) 13 خطيئة[5]
- (2015) فنتاستك فور[6]
- (2018) ماء أسود

## وصلات خارجية
- لانس إي. نيكولز على موقع IMDb (الإنجليزية)
- لانس إي. نيكولز على موقع قاعدة بيانات الفيلم (الإنجليزية)